# 藺縣
藺縣，中国古县名。在今山西省柳林县境。

## 沿革
戰國時期，趙國已置有焛睘（秦文字作“藺縣”）。趙成侯三年（前372年），魏國軍隊在藺擊敗趙軍。二十四年（前351年），秦國攻藺。趙肅侯二十二年（前328年），秦伐河西，取藺，後又復歸趙。趙武靈王十三年（前313年），秦拔藺，俘虜將軍趙莊。
秦及西漢早期，藺縣屬上郡。漢武帝元朔四年（前125年），分上郡置西河郡，藺縣屬之。東漢末，藺縣併入離石縣。

## 縣令
- 孫長善，趙惠文王三年（前296年）見任。[1]
- 董齊，趙惠文王九年（前290年）見任。[4]
- 趙狽，趙惠文王十一年（前288年）見任。[5]